# 자보도프스키섬

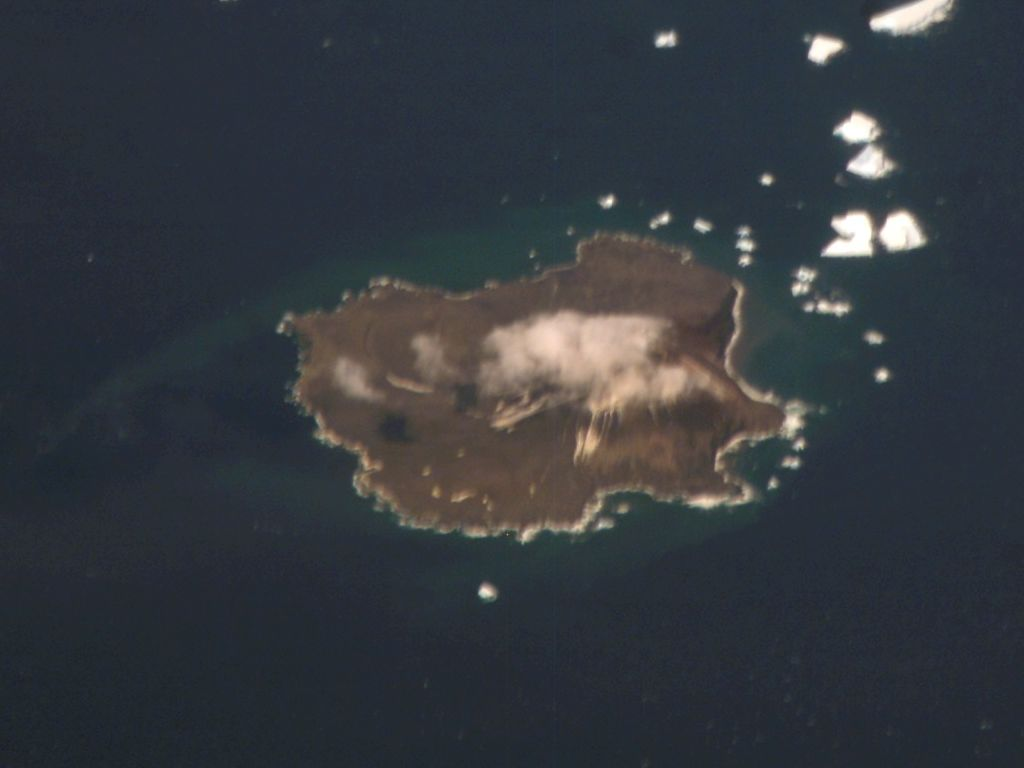
자보돕스키섬 위성 사진

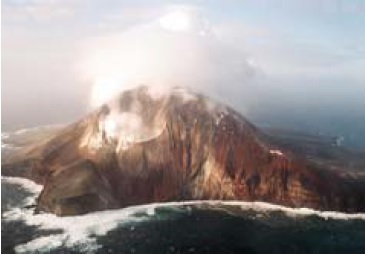
자보돕스키섬의 아스픽시아산

자보돕스키섬(영어: Zavodovski Island)은 사우스조지아 사우스샌드위치 제도에 있는 화산섬이다. 턱끈펭귄의 최대 서식지로도 유명하다. 1819년 12월 23일에 러시아의 남극 탐험가인 파비안 고틀리프 폰 벨링스하우젠에 의해 발견되었다. 섬 이름은 벨링스하우젠이 타고 있던 러시아 제국 해군 소속 탐사선인 보스토크호의 선장을 역임했던 이반 자보돕스키 해군 중위에서 유래된 이름이다.
섬 중앙에는 아스픽시아산 또는 커리산이라는 활화산이 있으며 화산 활동이 매우 활발하여 언제나 증기와 가스를 내뿜는다. 화산으로 인해 뿜어나오는 지열 덕분에 턱끈펭귄들이 대량으로 서식한다. 펭귄들에게는 위험이 따르지만 활화산 주변이 따뜻하여 새끼들이 잘 자랄수 있기 때문에 이 섬에 모여산다. 검은 용암류로 구성되었으며 화산의 활동이 점점 증가하고 있기 때문에 주의가 필요하다. 남극 지방에 가까워 몹시 춥고 혹독한 한대 기후가 나타난다. 1819년에 마지막으로 분화하였다는 기록이 있다.